# Nota bene
Nota bene (з лат. — «зверни увагу», «запам'ятай», «зауваж») — нотатка, особливо її скорочений варіант N.B., N.b., або n.b. (без пунктуації в деяких стилях: NB, Nb, чи nb, та навіть у вигляді лігатури {\displaystyle \mathrm {N} \!\!\mathrm {B} }), яка ставиться на берегах навпроти тексту для виділення його найважливіших частин, на які читачу слід звернути особливу увагу.
Літери NB є графічним скороченням вислову Nota bene  (множина - notate bene).